# Cap-aux-Diamants (district électoral)
Pour les articles homonymes, voir Cap-aux-Diamants.
Cap-aux-Diamants est un district électoral du conseil municipal de Québec situé dans l'arrondissement de La Cité-Limoilou à la Ville de Québec. Le district électoral de Cap-aux-Diamants comprend 14 855 électeurs. Ce district tire son nom du cap Diamant, dit le Cap-aux-Diamants.

## Division électorale
La Ville de Québec est divisée en plusieurs districts électoraux, dont Cap-aux-Diamants, qui est le district électoral numéro 1. Cette division a été adoptée par le conseil municipal le 16 mars 2020, selon le Règlement sur la division du territoire de la ville en 21 districts électoraux, R.V.Q. 2819. Cette division du territoire en districts électoraux a été appliquée lors de l'élection municipale du 7 novembre 2021.
Le district électoral de Cap-aux-Diamants se trouve dans l'arrondissement de La Cité-Limoilou, qui est l'un des six arrondissements de la Ville de Québec. Les autres arrondissements sont Les Rivières, Sainte-Foy–Sillery–Cap-Rouge, Beauport, La Haute-Saint-Charles et Charlesbourg.